# Himalájai csuszka
A himalájai csuszka (Sitta himalayensis) a verébalakúak (Passeriformes) rendjébe, ezen belül a csuszkafélék (Sittidae) családjába tartozó faj.

## Előfordulása
Bhután, Kína, India, Laosz, Mianmar, Nepál, és Vietnám területén honos. A természetes élőhelye szubtrópusi és trópusi síkvidéki és hegyi esőerdők.

## Alfajai
- Sitta himalayensis australis
- Sitta himalayensis himalayensis
- Sitta himalayensis whistleri